# Human Life International
Human Life International – międzynarodowa organizacja pro-life założona w 1981 r. w Stanach Zjednoczonych.

## Polski oddział organizacji
Polski oddział organizacji – Human Life International – Polska wspiera działania w zakresie ochrony życia ludzkiego od poczęcia do naturalnej śmierci, organizuje kursy i konferencje o tematyce prorodzinnej, a także prowadzi szkolenia w dziedzinie naturalnych metod rozpoznawania płodności. W 2018 roku organizacja obchodziła 25-lecie działalności w Polsce.
Od 2012 roku Human Life International – Polska prowadzi pielgrzymkę kopii Ikony Matki Bożej Częstochowskiej przez świat w obronie życia, nazywaną pielgrzymką „Od oceanu do oceanu”. Ikona odwiedziła już ponad 20 krajów na kilku kontynentach.
Organizacja zabiera również głos w debacie publicznej na temat inicjatyw obywatelskich, których celem jest zwiększenie ochrony życia ludzkiego od poczęcia do naturalnej śmierci.